# Handschoen

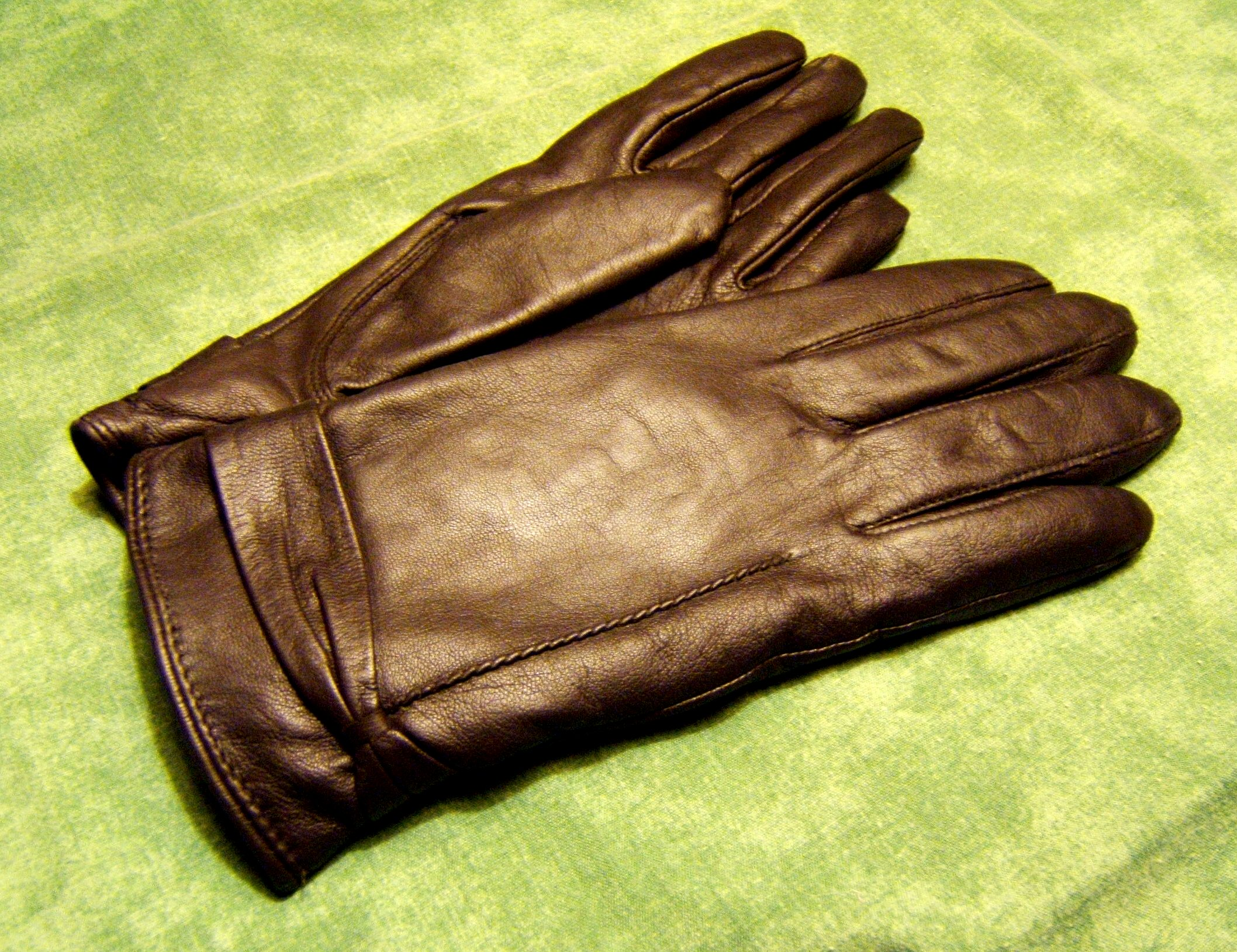
Handschoenen van nappaleer

De handschoen is een kledingstuk dat over de hand wordt gedragen. Handschoenen zijn meestal alleen verkrijgbaar als paar: een linker- en een rechterhandschoen.
Het Franse gant en het Spaanse guante betekenen handschoen, maar zijn verwant met het Nederlandse want. Een gantelet (Engels: gauntlet) is oud-Nederlands voor een handschoen geheel of gedeeltelijk van metaal vervaardigd; behoort bij de krijgsmanuitrustingen.

## Handschoenen naar vorm en gebruik

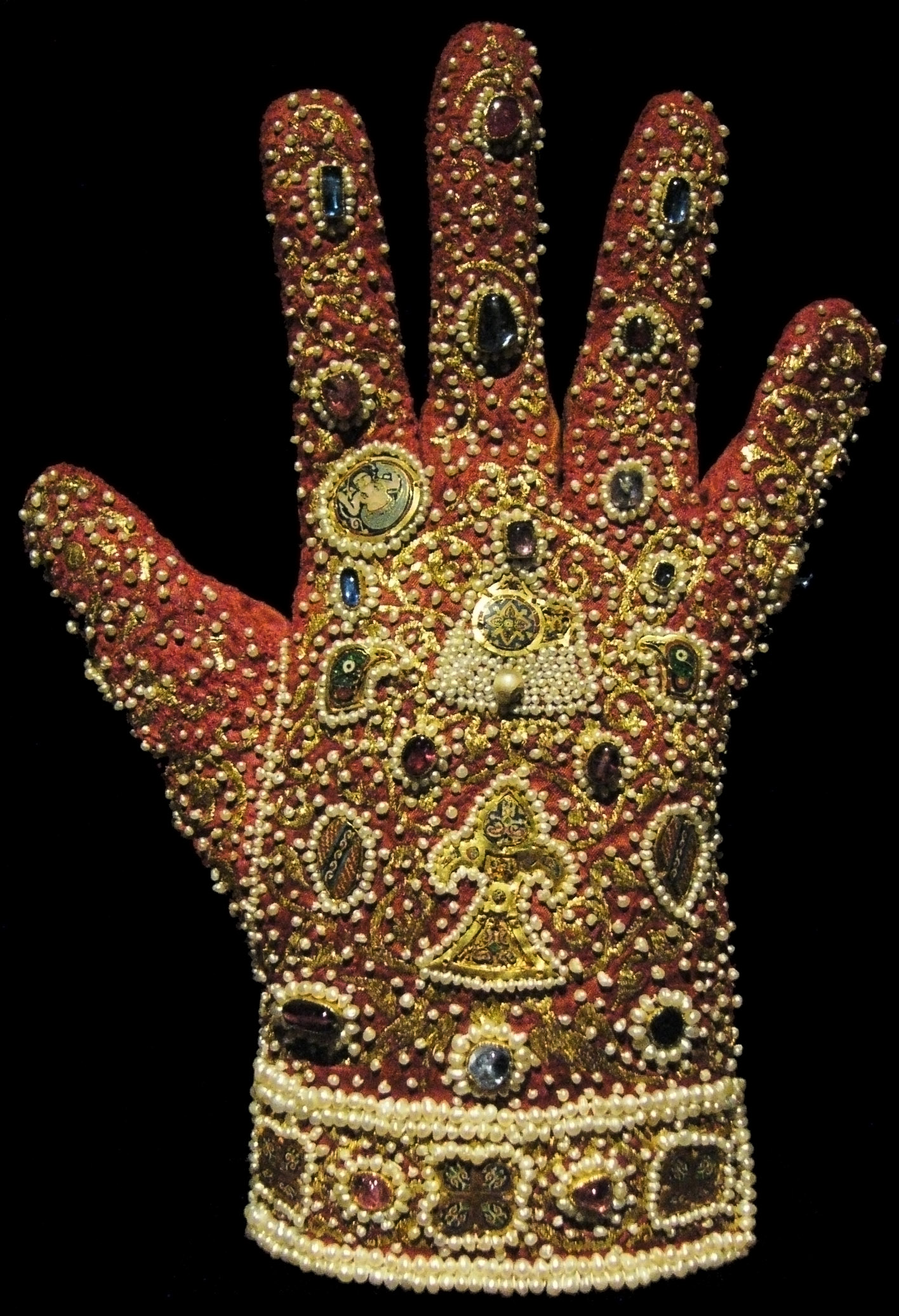
Keizerlijke handschoen belegd met parels en edelstenen, gemaakt in Palermo (voor 1220)

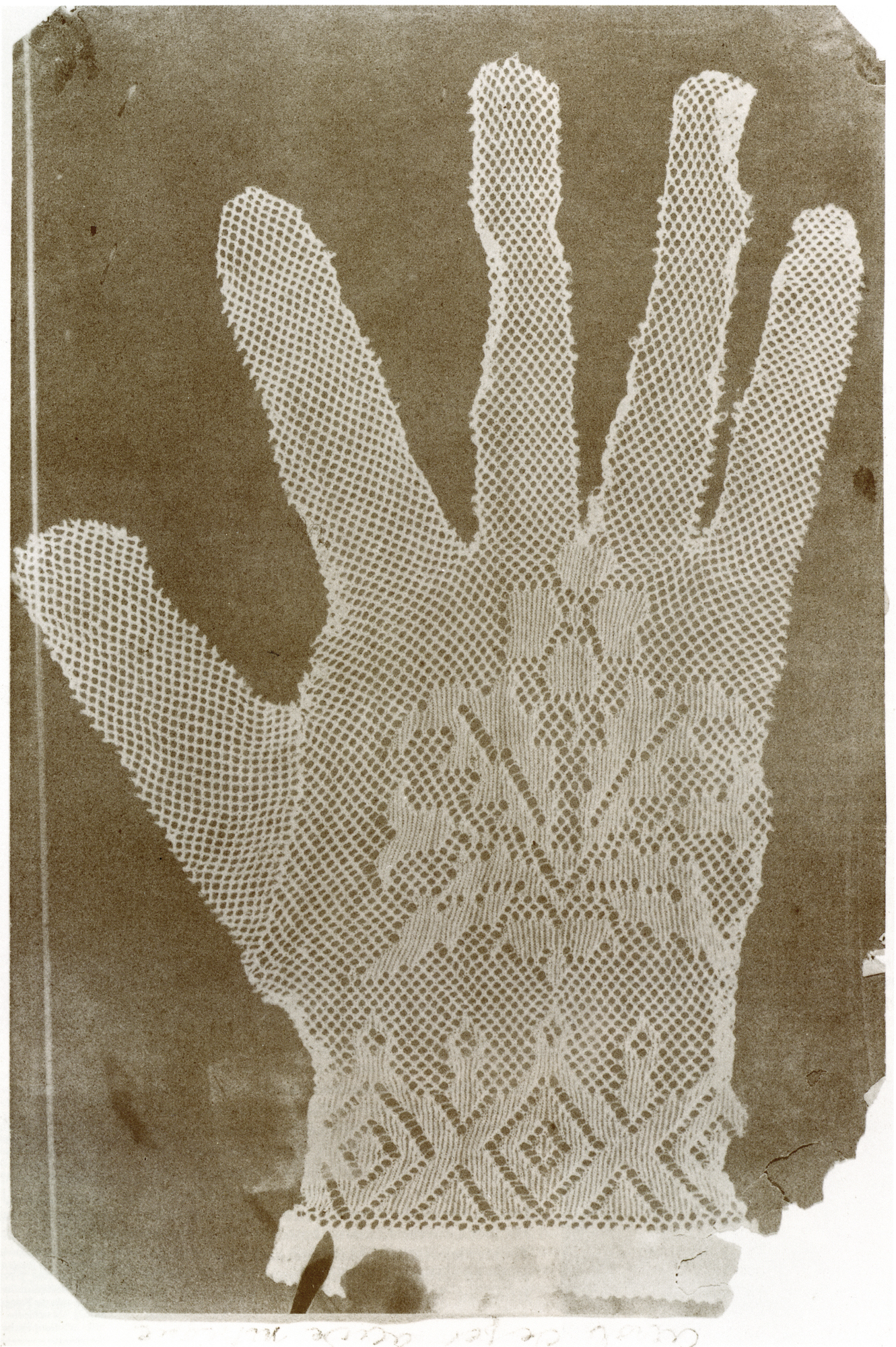
Een handschoen van kant, ca. 1840

### Beschermend
- De want, alleen de duim apart, de vingers zitten bij elkaar. Ze worden meestal tegen de kou gedragen. Er bestaan ook wanten waarbij de duim en de wijsvinger apart zijn en de andere drie vingers bijeen. Voor baby's zijn er wanten waarvan de duim niet apart is. Wanten zijn warmer (door de kleinere oppervlakte) en bovendien gemakkelijker te vervaardigen.
- De polsjes, handschoeisel met korte vingers (over het eerste kootje), zodat de rest van de vingers onbedekt is, gebruikt als het gebruik van de vingers belangrijk is, zoals door bijvoorbeeld marktkooplui (die geld moeten tellen), landmeters en muzikanten. Deze behoren niet tot de handschoenen maar tot het handschoeisel. Er bestaan ook handschoenen met afneembare vingertopjes.
- De mof is een vorm van handbescherming waar de hand in zijn geheel in wordt gestoken. Een variant daarop, ook mof genoemd,  wordt aan het fietsstuur bevestigd. Dit is eigenlijk geen handschoen of want, maar hij heeft hetzelfde doel: de handen warm houden. Zo'n mof aan het fietsstuur is gemakkelijker te gebruiken dan een  want doordat hij ruimer is - je hoeft hem niet aan te trekken maar steekt je hand erin. Dat is ook een nadeel, doordat hij niet goed afsluit is hij minder warm.
- De ovenwant, om hete schalen uit de oven te halen en/of hete pannen af te gieten.
- De werkhandschoen voor stratenmakers, hoveniers en andere arbeiders die ruw materiaal hanteren.
- De huishoudhandschoen, ter bescherming tegen scherpe en bijtende stoffen op de huid bij afwas- en schoonmaakklussen.
- De medische handschoen, vervaardigd uit latex voor hygiënische bescherming van zowel patiënt als arts tegen infecties.
- De motorhandschoen, meestal met kevlar versterkt, waterafstotend gemaakt en soms aan de buitenkant met extra knokkel-bescherming.
- De bokshandschoen, een noodzakelijk onderdeel bij de bokssport.
- De tennishandschoen, die in tegenstelling tot de meeste handschoenen niet als paar maar als enkel exemplaar gebruikt wordt.
- De honkbalhandschoen, die gebruikt wordt om een harde bal te vangen. Ook hiervan draagt men maar een exemplaar, een rechtshandige speler draagt de handschoen links.

### Ceremonieel
- De avondhandschoen, galahandschoen voor vrouwen, reikend tot aan de elleboog of tot aan de oksel.
- De pontificale handschoen, vroeger gedragen door prelaten, ze waren geborduurd met gouddraad.

## Maten
| Maat | Omtrek | Europese maat | Van / tot (cm) | Van / tot (inch) |
| ---- | ------ | ------------- | -------------- | ---------------- |
| XS   | 18,5   | 7,5           | 18-19 cm       | 7,08-7,48        |
| S    | 20     | 8             | 19-20 cm       | 7,48-7,87        |
| M    | 21,3   | 8,5           | 21-22 cm       | 8,27-8,66        |
| L    | 22,5   | 9             | 22-23 cm       | 8,66-9,06        |
| XL   | 23,8   | 9,5           | 23-24 cm       | 9,06-9,45        |
| XXL  | 25     | 10            | 24-25 cm       | 9,45-9,84        |
| XXXL | 26,3   | 10,5          | 26-27 cm       | 10,24-10,63      |

1. ↑  Omtrek: gemeten rond de basis van de vier vingers (zonder de duim), net onder de eerste gewrichten.

## Gezegden
- Iemand de handschoen toewerpen of toegooien, iemand uitdagen tot een krachtmeting.
- De handschoen voor iemand opnemen, iemand verdedigen.
- De handschoen oppakken, een uitdaging aangaan.
- Trouwen met de handschoen, als de bruid of bruidegom zelf niet op de bruiloft aanwezig kan zijn per volmacht trouwen.
- Iemand met zijden (ook: fluwelen) handschoenen aanpakken, iemand heel voorzichtig behandelen.
- Van wanten weten, zich goed staande weten te houden.

## Fotogalerij

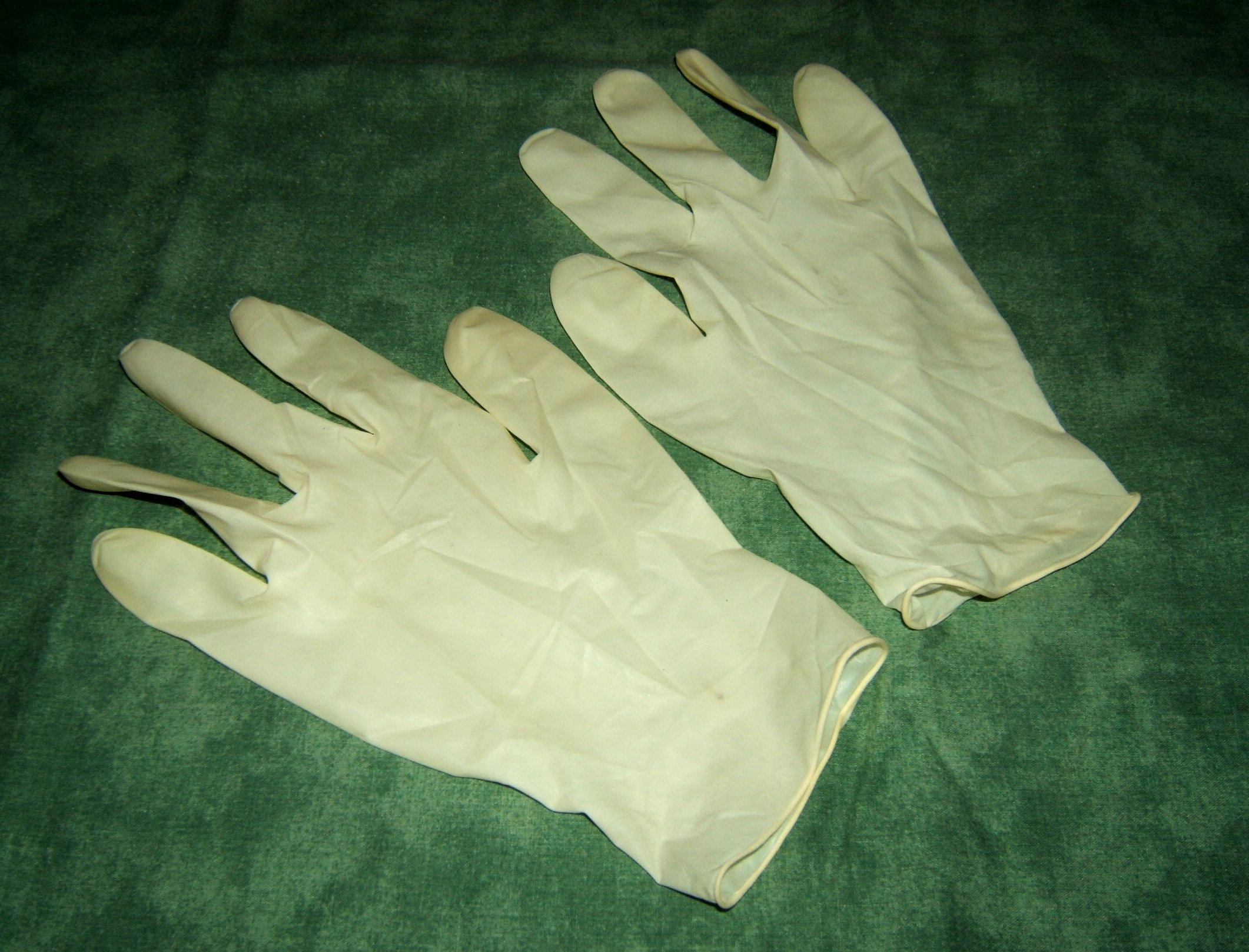
Chirurgische handschoenen
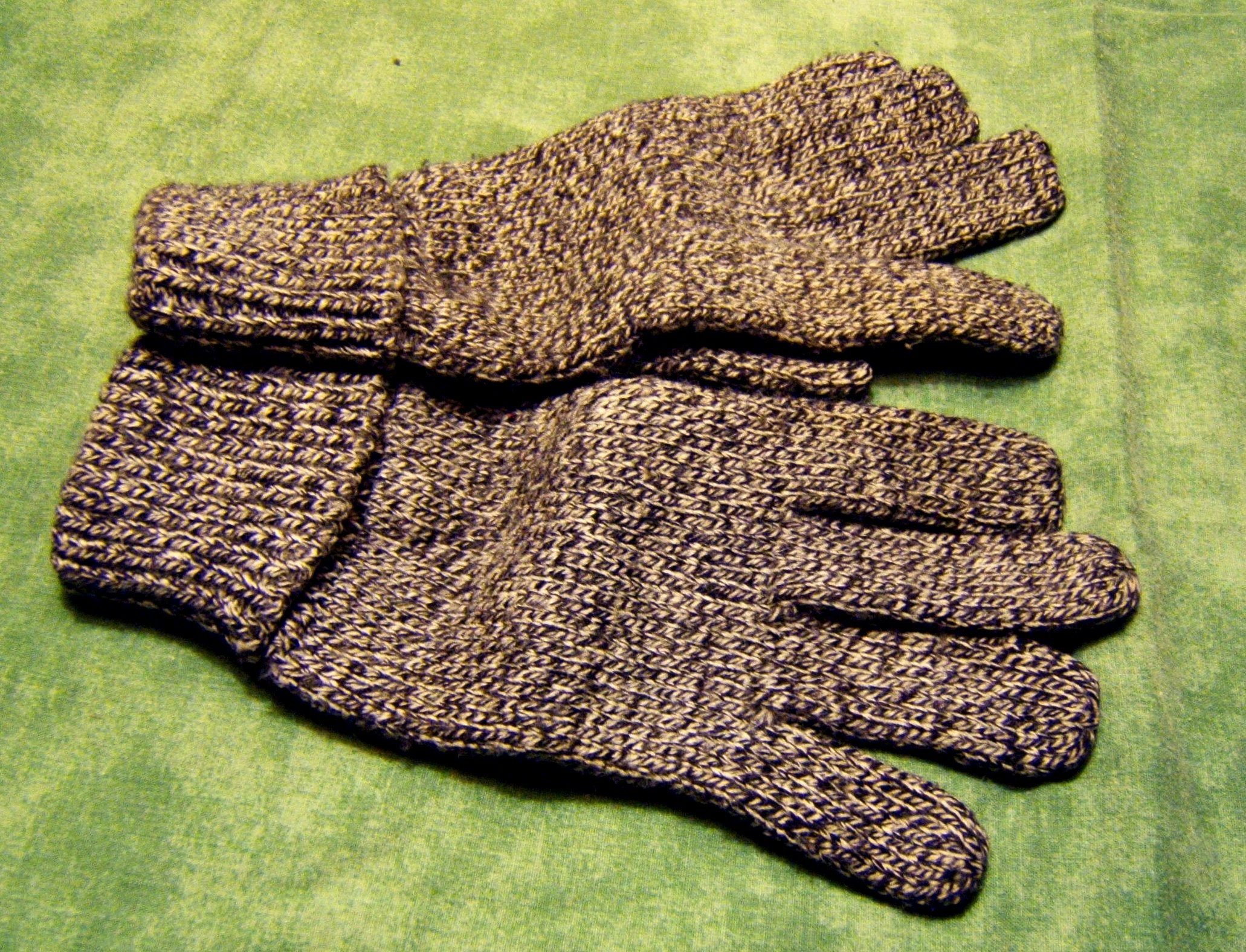
Warme winterhandschoenen
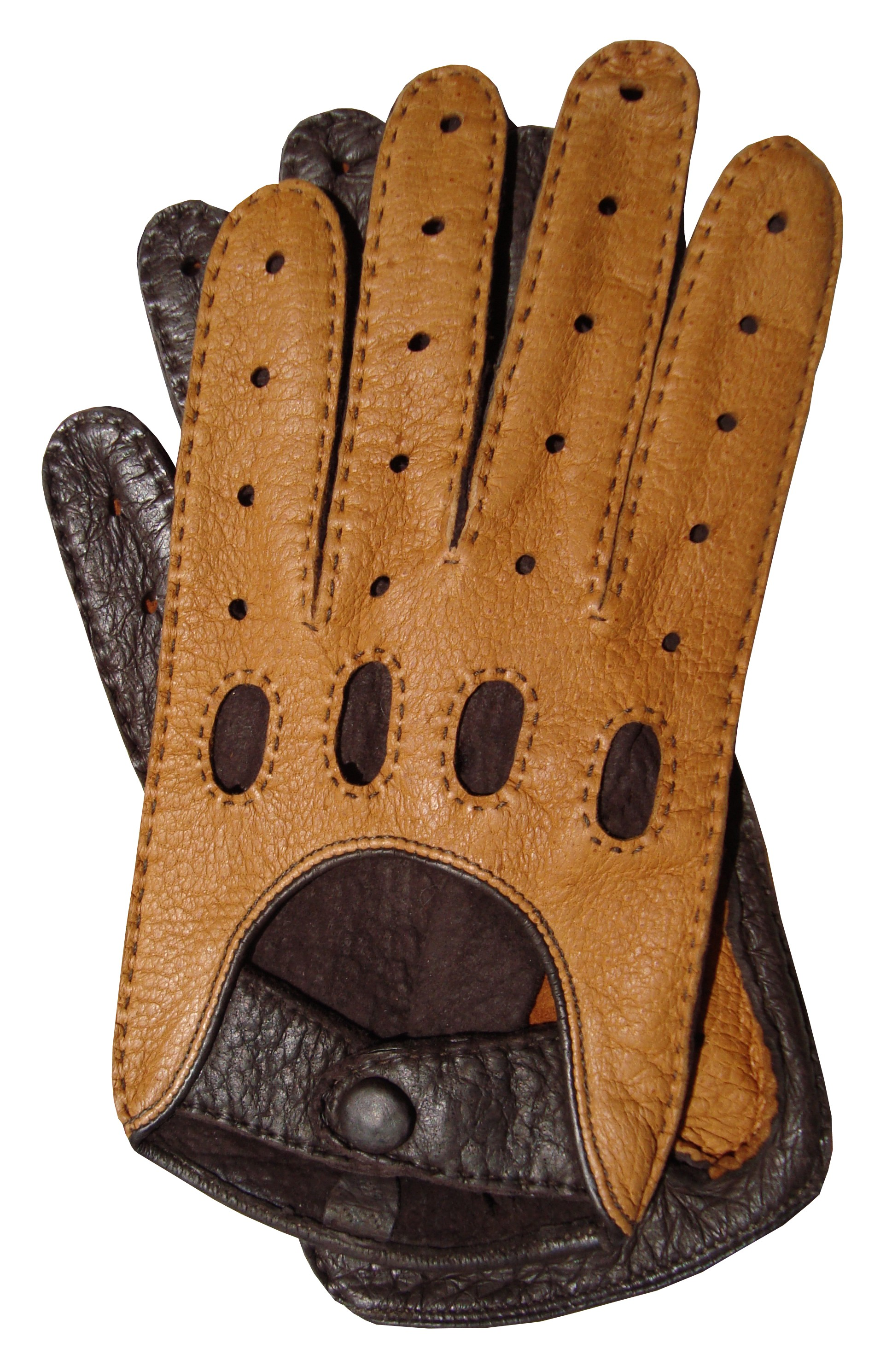
Autohandschoenen
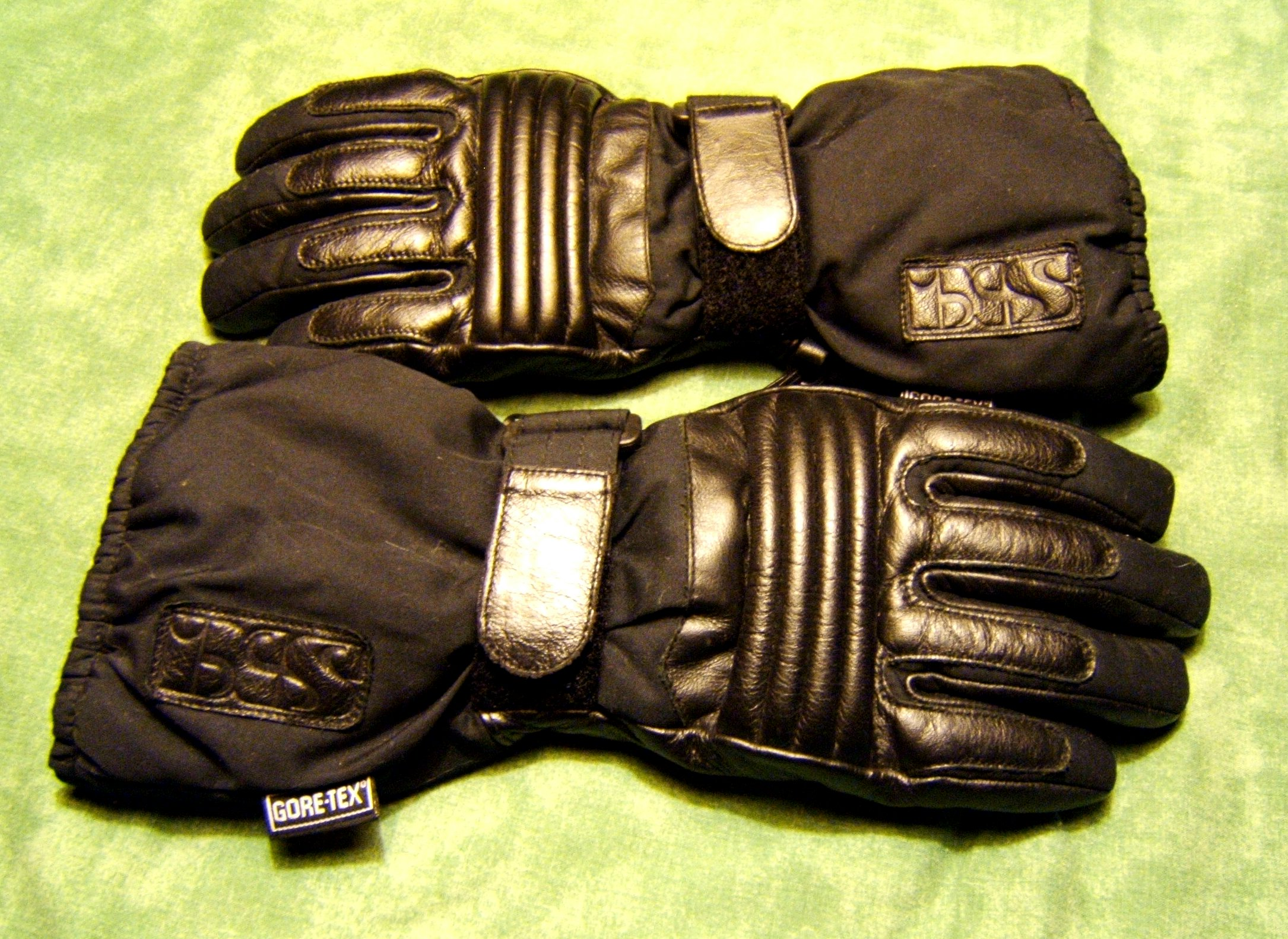
Motorhandschoenen
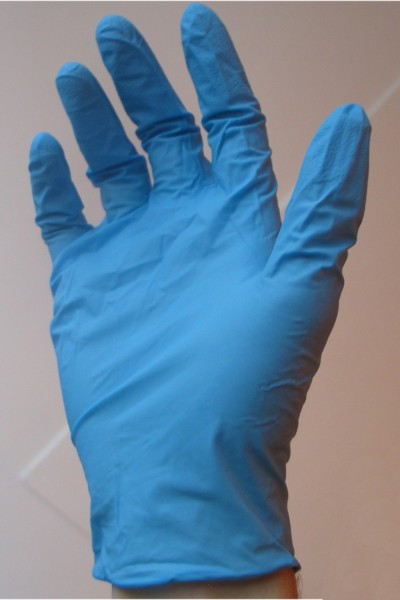
Wegwerphandschoen
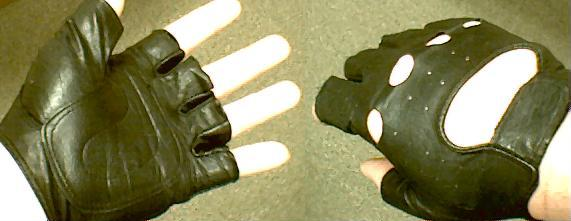
Lederen handschoenen zonder vingers
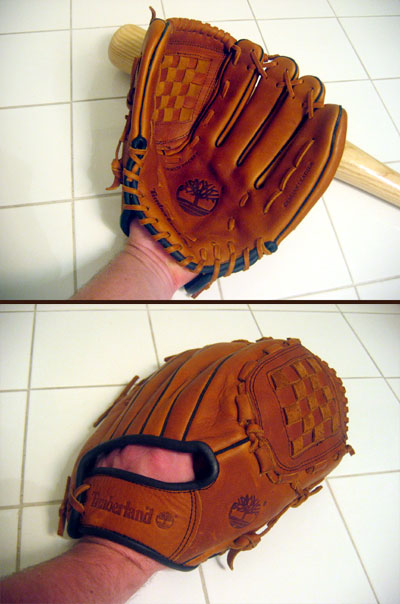
Honkbalhandschoen
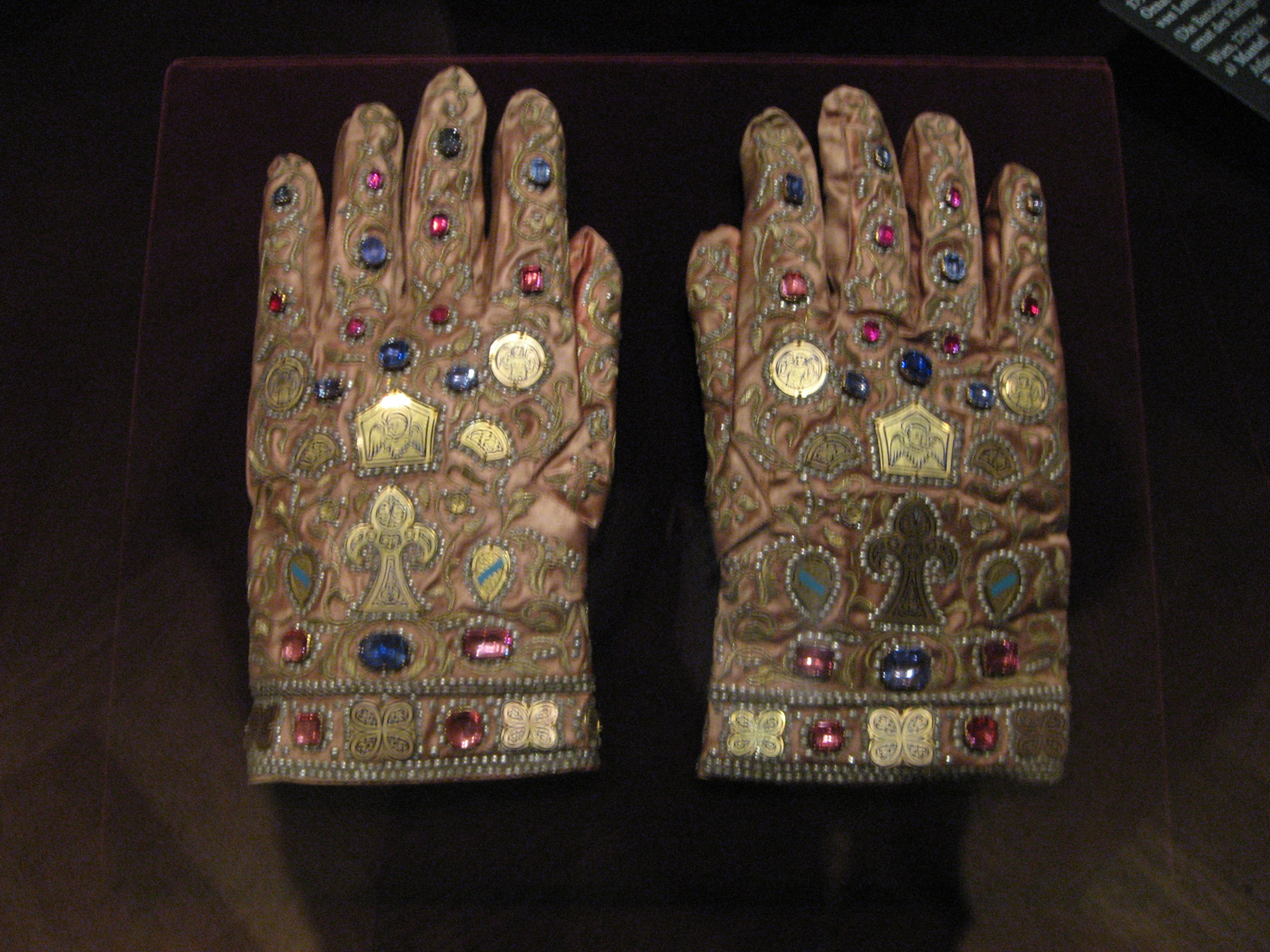
Handschoenen van keizer Franz Stephan von Lotharingen
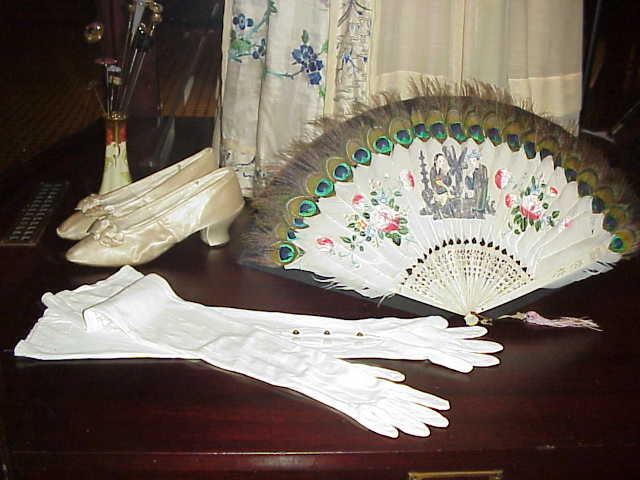
Handschoenen als accessoire: avondhandschoenen
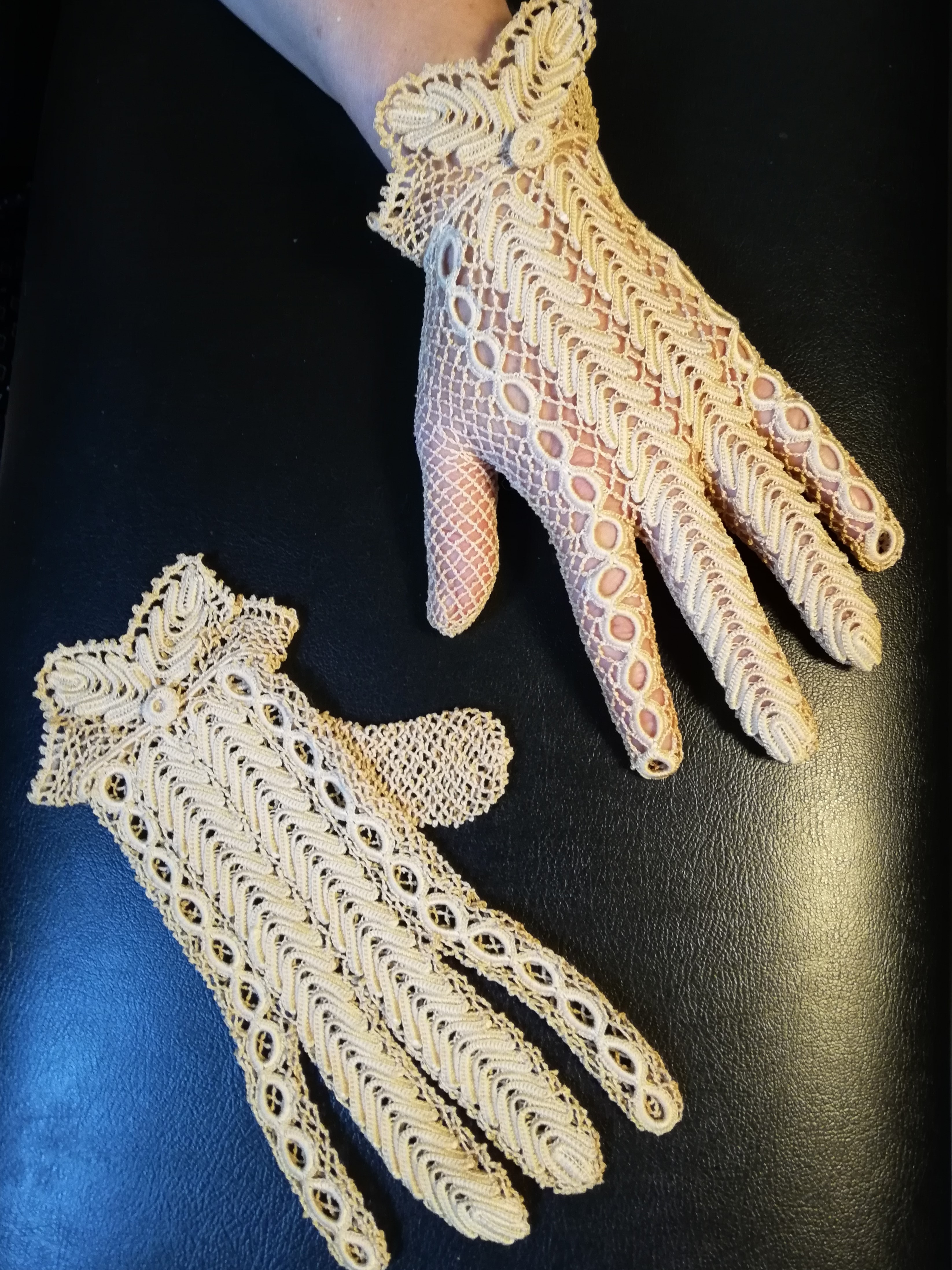
Gehaakte kanten handschoenen, mogelijk gedragen bij een huwelijk in 1912